# Кедиа, Спиридон Малхазович
Спиридон Малхазович Кедиа (груз. სპირიდონ მალხაზის ძე კედია; 20 сентября 1884 — 17 мая 1948, Париж) — грузинский политик, один из основателей Национал-демократической партии Грузии.

## Биография
В политическую жизнь активно включился с 1905 года, за участие в антиправительственных выступлениях был исключён из гимназии.
Вступил в партию грузинских федералистов, декларировавших лозунги независимости, но быстро вышел из неё. В 1906 году, избегая ареста, уехал во Францию. Окончил среднюю школу в Париже.
В 1907 году начал учиться в Парижском университете, но из-за болезни был вынужден оставить учёбу. Позже окончил университет Монпелье. Во время учёбы состоял в Ассоциации грузинских студентов.
После начала Первой мировой войны вернулся в Россию, был арестован и помещён в тюрьму в Кронштадте. В конце 1914 года освобождён и прибыл в Тифлис.
В 1917 году стал одним из основателей Грузинской национал-демократической партии и её председателем. Кроме того, вошёл в Национальный совет Грузии.

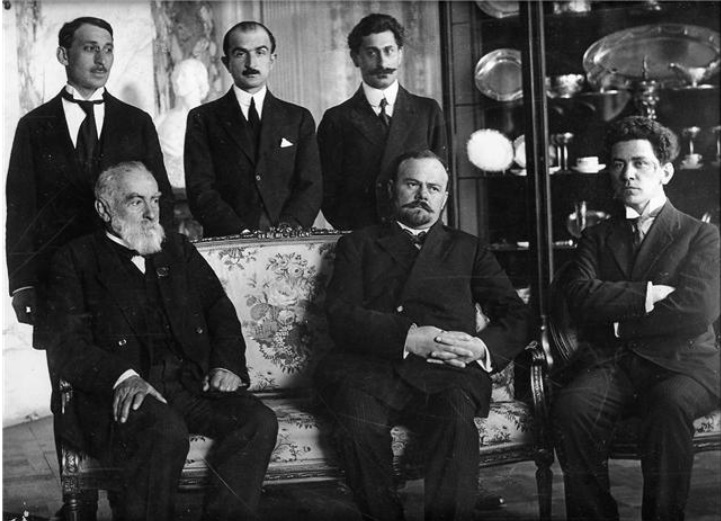
Члены грузинской дипломатической делегации в Берлине, 1918 год. Стоят, слева-направо: Спиридон Кедиа, Георгий Мачабели и Михаил Церетели. Сидят, слева-направо: Нико Николадзе, Акаки Чхенкели и Зураб Авалишвили

В начале 1918 года принял участие в мирных переговорах с Османской империей, а затем — с Германией, которая стала союзником независимого грузинского государства. После провозглашения независимости Демократической Республикой Грузия 26 мая 1918 года он был избран в парламент.
После советизации Грузии в начале 1921 года остался в стране, организовывал сопротивление советским властям, был членом подпольного ЦК Грузинской национал-демократической партии. Был арестован, но вскоре освобождён.
В 1923 году выехал из Грузии, после кратковременного пребывания в Турции перебрался во Францию. Стал одним из лидеров грузинской оппозиционной эмиграции, автор многочисленных статей.
Во время Второй мировой войны изначально был сторонником немцев, надеясь с их помощью вернуть независимость Грузии. Весной 1942 года участвовал в конференции в берлинском отеле «Адлон», после потерял надежду на поддержку Германии. До конца войны больше политической активности не проявлял.

## Память
Именем Спиридона Кедиа названа улица в Тбилиси.